# Sie glauben an Engel, Herr Drowak?
Sie glauben an Engel, Herr Drowak? (internationaler englischsprachiger Titel You Believe in Angels, Mr. Drowak?) ist eine Tragikomödie und das Spielfilmdebüt des Dokumentarfilmers Nicolas Steiner. In Sie glauben an Engel, Herr Drowak? spielt Luna Wedler eine Studentin, die vom Amt als Schreibtrainerin zu einem schlechtgelaunten einsamen Mann geschickt wird, gespielt von Karl Markovics. Die Koproduktion der Schweiz und Deutschland feierte Mitte Juni 2025 beim Internationalen Filmfestival Shanghai ihre Premiere und soll Mitte Dezember 2025 in die deutschen Kinos kommen.

## Handlung
Die lebensfrohe Studentin Lena glaubt fest an das Glück und das Gute im Menschen. Im Rahmen eines sozialen Projekts übernimmt sie einen Kurs als Schreibtrainerin. Der einzige Teilnehmer ist der hasserfüllte, ständig saufende Misanthrop Hugo Drowak. Er hat die Hoffnung aufgegeben hat, dass sich jemals etwas in seinem Leben ändern wird. Der ehemalige Obdachslose lebt allein in einem heruntergekommenen Hochhaus. Als junger Mann schrieb Drowak täglich Gedichte über die Liebe, doch von seiner Geliebten enttäuscht ist er  dem Alkohol und der Selbstaufgabe verfallen.
Lena gibt trotz der ständigen Gemeinheiten von Drowak und seines Widerstandes nicht auf, ihn wieder für den kreativen Prozess zu begeistern, denn sie ist davon überzeugt, dass jeder Mensch eine zweite Chance verdient.

## Produktion

### Filmstab und Besetzung
„Ich habe mich schon immer sehr für diese Art sozial ausgegrenzter Menschen interessiert und mich gefragt, was ihre Menschenfeindlichkeit und Feindseligkeit gegenüber anderen verursacht.“

Regie führte der Schweizer Dokumentarfilmer Nicolas Steiner. Im Jahr 2016 wurde er für sein Filmessay Above and Below sowohl mit dem Deutschen Filmpreis als auch mit dem Schweizer Filmpreis ausgezeichnet. Das Drehbuch für Sie glauben an Engel, Herr Drowak? schrieb die deutsche Schriftstellerin Bettina Gundermann. Für dieses wurde sie 2019 für den Thomas Strittmatter Preis nominiert und 2020 für den Deutschen Drehbuchpreis. Den Filmschnitt übernahm der Schweizer Kaya Inan.
Der Österreicher Karl Markovics spielt in der Titelrolle Hugo Drowak. Als junger Mann wird er von seinem Landsmann Nikolai Gemel dargestellt. Die Schweizerin Luna Wedler ist in der Rolle der Studentin Lena Jakobi zu sehen. Sie ist bekannt aus Filmen wie Das schönste Mädchen der Welt, Je suis Karl und Marianengraben. Paul Schröder spielt den Wirt Peter Keller, Barbara Colceriu Frau Dreiling und Vera Flück Sarah Baum. In weiteren Rollen sind Lars Eidinger als der Amtsleiter, Thelma Buabeng als dessen Sekretärin, Christopher Buchholz als der Oberbürgermeister, Jan Bülow als Marlon, Dominique Pinon als Edgar, Saga Agnes Susanna Sarkola als Ana und Bettina Stucky als Lore zu sehen.

### Filmförderung und Dreharbeiten
Der Film erhielt unter anderem von der Medien- und Filmgesellschaft Baden-Württemberg eine Produktionsförderung in Höhe von 700.000 Euro und von der Film- und Medienstiftung NRW in Höhe von 360.000 Euro.
Die Dreharbeiten fanden in Freiburg, Rottweil, Basel und Paris statt und wurden Mitte/Ende April 2024 beendet. Als Kameramann fungierte der Österreicher Markus Nestroy, mit dem Steiner bereits zwei seiner Dokumentarfilme realisierte.

### Filmmusik und Veröffentlichung
Die Filmmusik komponierten der Saxophonist John Gürtler und der deutsche Jazzmusiker Jan Miserre, die zuletzt gemeinsam für Filme wie Die Adern der Welt von Byambasuren Davaa,  A Pure Place von Nikias Chryssos, Leere Netze von Behrooz Karamizade und The Outrun von Nora Fingscheidt tätig waren.
Im Mai 2025 wurde Sie glauben an Engel, Herr Drowak? beim Marché du film der Filmfestspiele in Cannes vorgestellt. Die Premiere des Films fand am 20. Juni 2025 beim Internationalen Filmfestival Shanghai statt. Im September 2025 wird er bei der Filmkunstmesse Leipzig gezeigt. Der Kinostart in Deutschland ist am 18. Dezember 2025 geplant.

## Auszeichnungen
Internationales Filmfestival Shanghai 2025
- Nominierung für den Golden Goblet
- Auszeichnung für die Beste Kamera (Markus Nestroy)[9][12]